# Vimana

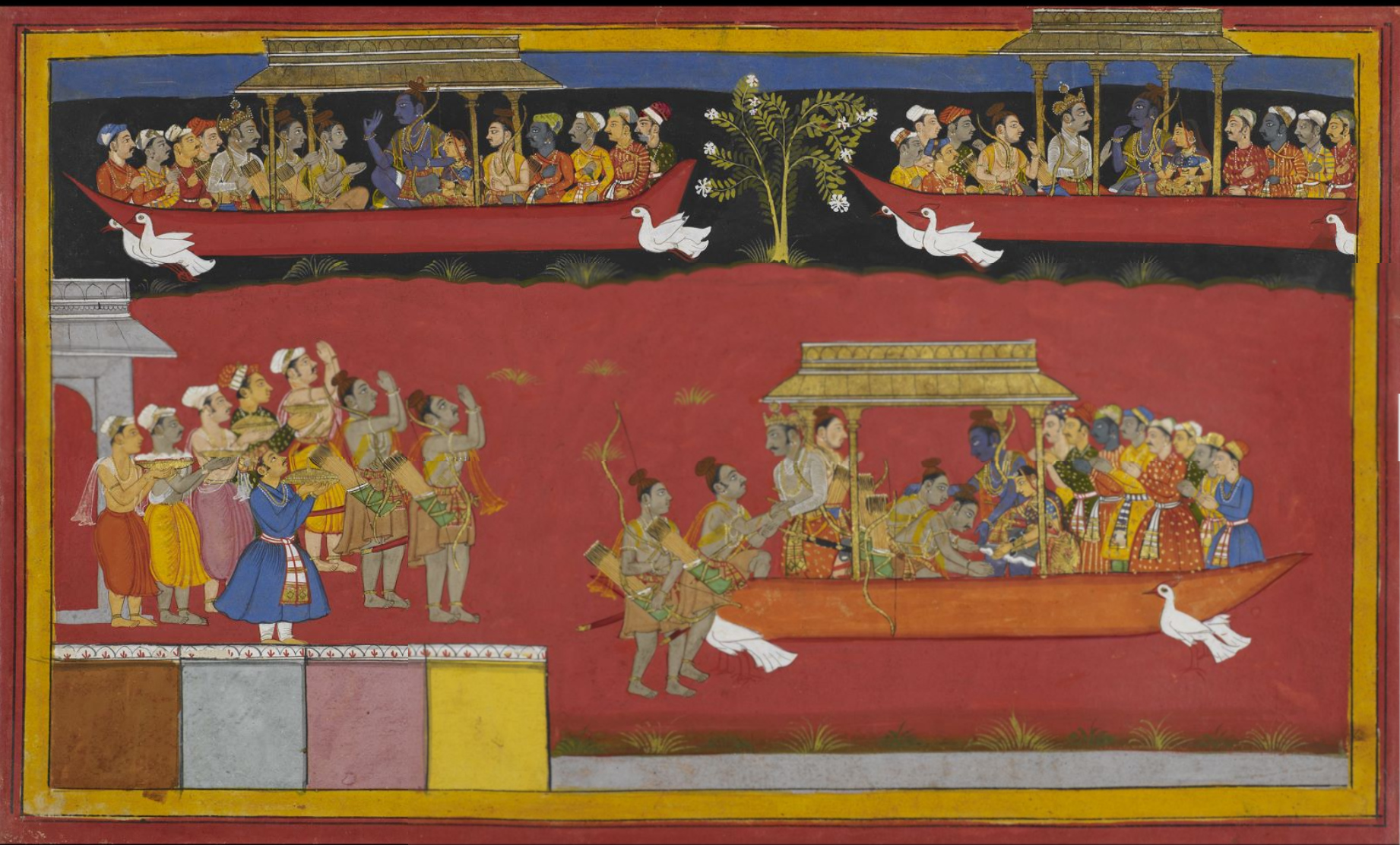
Zeul Rama înconjurat de viamane descrise ca un fel de bărci

Vimana (în sanscrită: विमान) este un cuvânt cu mai multe sensuri, de la templu sau palat la mașini zburătoare mitologice descrise în poemele epice sanscrite, cum ar fi Ramayana. În principal este un palat zburător, uneori numindu-se Pushpaka (pronunțându-se: [puʃpaka]).

## Etimologie
Cuvântul sanscrit vi-māna (विमान) înseamnă literar „măsurând“, „parcurgând“ sau „după ce a măsurat“. Monier Monier-Williams definește vimana ca fiind „un car trimis de către zei, uneori diind chiar și un tron pentru zei“. Uneori vimana fiind un palat zburător cu 7 etaje.